# Çamsulvara Çamsulvarayev
 (octobre 2016).
Si vous disposez d'ouvrages ou d'articles de référence ou si vous connaissez des sites web de qualité traitant du thème abordé ici, merci de compléter l'article en donnant les références utiles à sa vérifiabilité et en les liant à la section « Notes et références ».
Çamsulvara Çamsulvarayev, né le 6 septembre 1984 en Russie et mort le 28 septembre 2016 à Mossoul, est un lutteur azerbaïdjanais, spécialiste de lutte libre, plus tard devenu djihadiste.

## Biographie
Çamsulvara Çamsulvarayev naît le 6 septembre 1984 au Daghestan, en Union soviétique. Il devient russe en 1991.

### Lutteur
Çamsulvara Çamsulvarayev décide de devenir azerbaïdjanais en 2000 afin d'augmenter ses chances d'être sélectionné pour participer aux compétitions internationales, le niveau étant plus faible dans cette république du Caucase qu'en Russie. Il est un spécialiste de la lutte libre et concourt dans la catégorie des moins de 74 kg. Il participe aux jeux olympiques de 2008 puis est médaillé d'argent aux championnats du monde 2009 à Herning, au Danemark, battu en finale par le Russe Denis Tsargush. Il est aussi champion d'Europe la même année à Vilnius, en Lituanie, et médaillé de bronze en 2007, 2008 et 2010. 

### Membre de l'État islamique
Il rejoint l'État islamique en 2014 et est tué à Mossoul en Irak le 28 septembre 2016 dans un bombardement de la coalition occidentale.